# Sơn Kỳ (xã)
Sơn Kỳ là một xã thuộc huyện Sơn Hà, tỉnh Quảng Ngãi, Việt Nam.
Xã Sơn Kỳ có diện tích 147,44 km², dân số năm 1999 là 5334 người, mật độ dân số đạt 36 người/km².